# Evolución de la polilla moteada

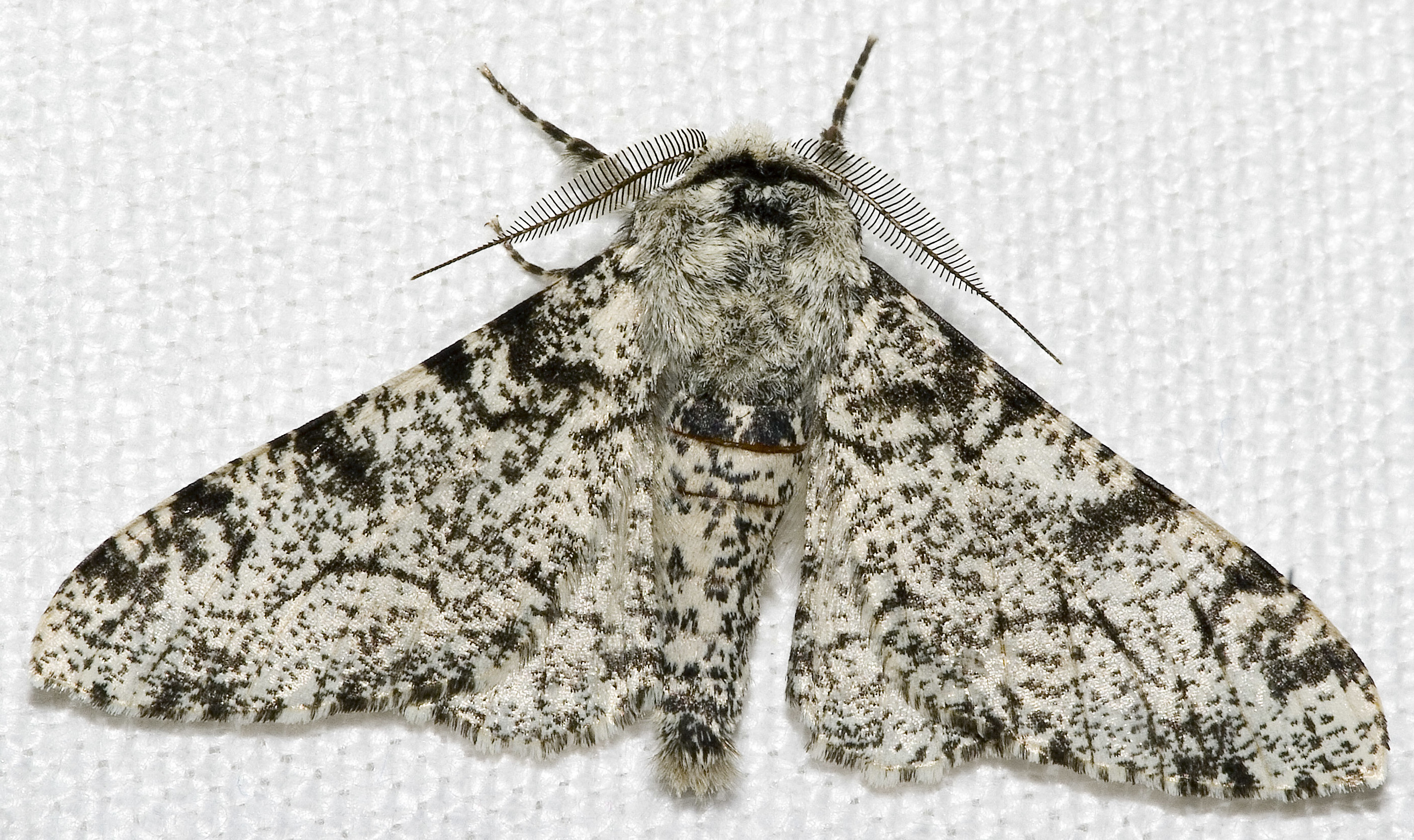
Biston betularia f. typica, la forma clara de la polilla moteada.

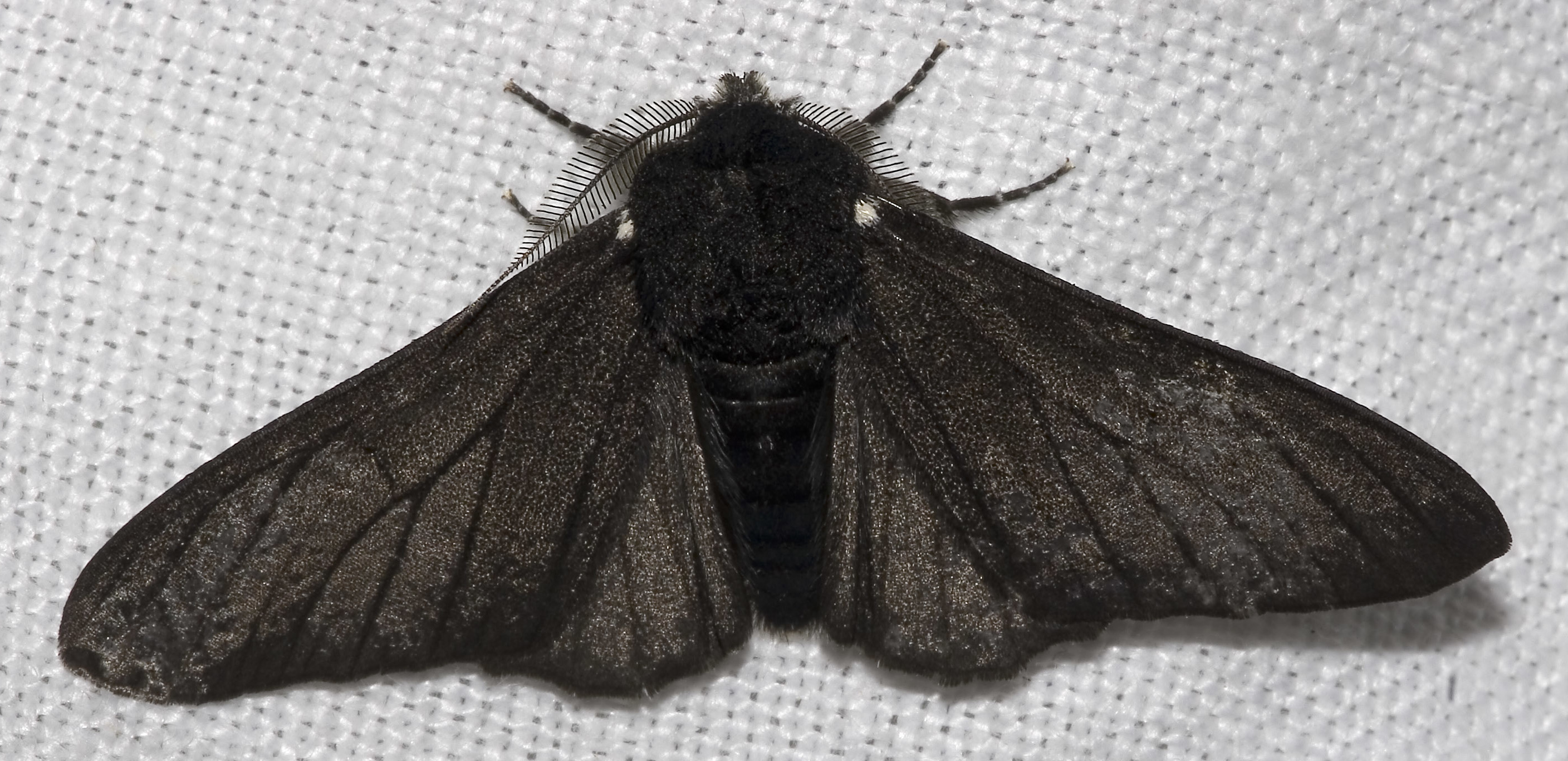
Biston betularia f. carbonaria, la forma oscura de la polilla moteada.

La evolución de la polilla moteada (Biston betularia) es un ejemplo evolutivo de variación de color en la población de las polillas como consecuencia de la Revolución Industrial. Este concepto se refiere al incremento en número de polillas oscuras debido a la contaminación industrial y una disminución recíproca de la población en un medio ambiente limpio. El fenómeno se llama melanismo industrial. Es el primer caso registrado y experimentado de la selección natural en acción de Darwin y permanece como un ejemplo clásico al enseñar evolución. Sewall Wright lo describió como "el caso más claro en donde un proceso evolutivo conspicuo ha sido observado".
La variedad oscura de la polilla (variedad carbonaria) no se conocía antes de 1811. Después de una recolección de campo en 1848 en Manchester, una ciudad industrial en Inglaterra, la frecuencia de la variedad se había incrementado drásticamente. Hacia finales del siglo XIX, esta variedad casi había superado numéricamente a la forma clara original (variedad typica), con un récord del 98% en 1895. La importancia evolutiva de la polilla solo se había especulado durante la vida de Darwin. Fue catorce años después de su muerte, en 1896, cuando James William Tutt la presentó como un caso de la selección natural.
Bernard Kettlewell fue el primero en investigar el mecanismo de la adaptación de la polilla moteada entre 1953 y 1956. Encontró que el color claro era una forma de camuflaje efectiva en un ambiente limpio como en Dorset, mientras que la variación oscura era beneficiosa en un ambiente contaminado como en Birmingham. Esta supervivencia selectiva se debe a que las aves pueden cazar fácilmente las polillas oscuras en los árboles limpios de polución y a las polillas claras en los árboles oscurecidos por hollín. La historia, respaldada por el experimento de Kettlewell, se volvió un ejemplo de evolución darwiniana usado en libros.
Sin embargo, la incapacidad de replicar y la crítica de los métodos de Kettlewell de Theodore David Sargent a finales de la década de los sesenta condujo al escepticismo general. Cuando el libro Of Moths and Men, de Judith Hooper, fue publicado en el año 2002, la historia de Kettlewell fue atacada más severamente y él fue acusado de fraude e ignorada. Michael Majerus fue el defensor principal del mecanismo de la adaptación de la polilla. Su experimento de siete años, comenzado en el 2001 aunque publicado después de su muerte en el 2012, el más elaborado de su clase en biología de poblaciones, reivindicó el trabajo de Kettlewell. Así se restauró la evolución de la polilla moteada como "la evidencia más directa" y "uno de los ejemplos más claros y fáciles de entender de la evolución darwiniana en acción".

## Evolución y origen

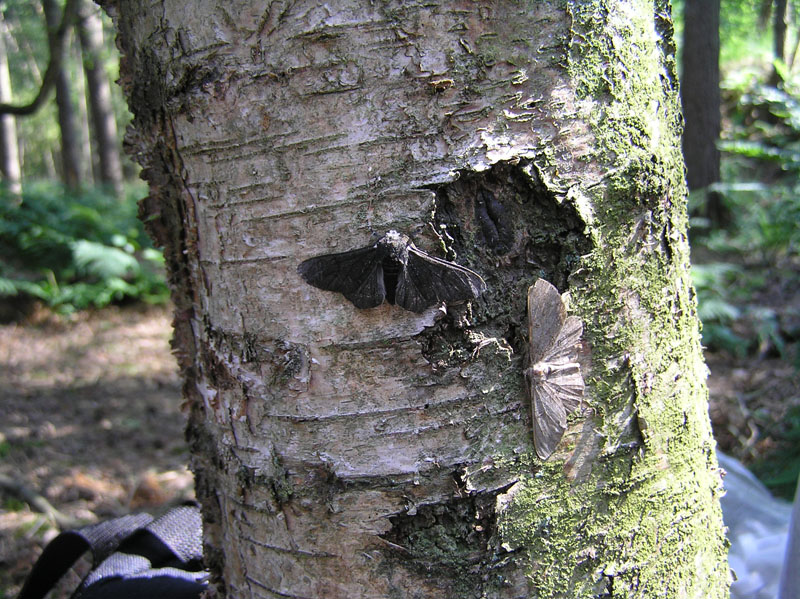
La forma Typica y carbonaria sobre el mismo árbol. La polilla clara typica (debajo de la cicatriz de la corteza) es casi invisible en este árbol libre de contaminación camuflándose de sus depredadores.

Antes de la Revolución Industrial, la polilla moteada negra era rara. El primer espécimen (de origen desconocido) fue guardado en la Universidad de Oxford en 1811. El primer ejemplar vivo fue capturado por R. S. Edleston en Manchester, Inglaterra en 1848, pero no lo reportó hasta dieciséis años más tarde en 1864 en el periódico Entomologist. Edleston dice que para 1864 era el tipo de polilla más común en su jardín de Mánchester. Las polillas de cuerpo claro se podían camuflar con los líquenes de color claro y en la corteza de los árboles y que por eso era más probable que la polilla negra, menos común, fuese depredada por las aves. Gracias al color claro de los líquenes y los árboles ingleses las mariposas de color claro eran mucho más eficaces para ocultarse de los depredadores, y la frecuencia del alelo oscuro era de aproximadamente 0,01%.
Durante las primeras décadas de la Revolución Industrial en Inglaterra, los campos entre Londres y Manchester se cubrieron de hollín de las nuevas fábricas que quemaban hulla. Muchos de los líquenes murieron debido a las emisiones de dióxido de azufre y los árboles se volvieron oscuros. Esto condujo a un aumento en la depredación de las aves sobre la polilla clara ya que ya no podía camuflarse tan bien en los ecosistemas contaminados. Efectivamente, sus cuerpos contrastaban drásticamente con el color oscuro de la corteza. Por otra parte, las polillas oscuras se camuflaban muy bien en estos árboles oscurecidos. La población de las polillas oscuras se incrementó rápidamente. Para mediados del siglos XIX, la cantidad de polillas oscuras había aumentado de manera notable y para 1895 el porcentaje de polillas oscuras en Mánchester que fue reportado era del 98%, un cambio dramático (de casi el 100%) de la frecuencia original. Este efecto de la industrialización sobre el color del cuerpo llevó a que se acuñara el término de melanismo industrial.
Las implicaciones del melanismo industrial sobre la selección natural de Charles Darwin fueron evidentes durante la vida de este. Albert Brydges Farn (1841–1921), un entomólogo británico, le escribió a Darwin el 18 de noviembre de 1878 para discutir sus observaciones en las variaciones de color de la polilla Anulata (en ese entonces Gnophos obscurata, ahora Charissa obscurata). Él había observado la existencia de las polillas oscuras en la turba en New Forest, polillas marrones en arcilla y tierra rojiza en Herefordshire, y polillas blancas en acantilados de calizos en Lewes. Él sugería esta variación como un ejemplo de la "supervivencia del más apto". Sorprendentemente, la explicación científica llegó en 1896, catorce años después de la muerte de Darwin, cuando J. W. Tutt vinculó explícitamente el melanismo de la polilla moteada a la selección natural. Sin embargo, en una carta a Darwin, Farn explicaba su descubrimiento del melanismo industrial en la Gnophos obscurata. Esta carta muestra que Darwin pudo haber confirmado su teoría de la selección natural si hubiera comprendido la importancia potencial de la información que Farn le proporcionó.

### Aumento y disminución de la frecuencia fenotípica
El melanismo ha aparecido en las poblaciones de polillas moteadas en Europa y Norteamérica. La información sobre el aumento de la frecuencia es escasa. Se sabe mucho más sobre la disminución subsecuente de la frecuencia fenotípica ya que ha sido medida en lepidópteros utilizando trampas para polillas.
Steward compiló la información de los primeros registros de la polilla moteada por localidad y dedujo que la forma carbonaria fue el resultado de una única mutación que posteriormente se propagó. Para 1895 había alcanzado una frecuencia reportada del 98% en Mánchester.
Desde 1962 hasta la actualidad la frecuencia fenotípica de la carbonaria ha disminuido continuamente. Su disminución ha sido medida con mayor precisión que su aumento porque se están realizando estudios científicos mucho más rigurosos. Bernard Kettlewell realizó un censo nacional en 1956, Bruce Grant realizó otro similar a principios de 1996, y L. M. Cook en 2003.
Resultados similares fueron encontrados en América. Las formas melánicas no han sido encontradas en Japón. Se cree que esto se debe a que las polillas moteadas en Japón no viven en las regiones industrializadas.
En tiempos modernos, debido a estándares de aire más limpio en Europa y Norteamérica, la forma oscura de la polilla es cada vez menos frecuente, una vez más demostrando los cambios adaptativos de la población de la polilla moteada.

## Genética
J. W. Tutt fue el primero en proponer la "hipótesis de depredación selectiva de aves" en 1896 como un mecanismo de selección natural. La forma melánica se camuflaba mejor en la corteza de los árboles sin líquenes mientras que la forma typica se camufla mejor en árboles con líquenes. Como resultado, las aves encontrarían y comerían con mayor frecuencia aquellos morfos que no estaban camuflados.
En 1924, J. B. S. Haldane calculó, utilizando un modelo simple de selección general, la ventaja selectiva necesaria para cumplir con el registro de la evolución natural de la polilla moteada con base en que en 1848 la frecuencia de las polillas oscuras era del 2% y que para 1895 era del 95%. La forma oscura o melánica tenía que haber sido 50% más apta que la forma clara típica. Aun considerando los posibles errores del modelo, esto excluye razonablemente el proceso estocástico de la deriva genética porque los cambios fueron demasiado rápidos. El análisis estadístico de Haldane de la selección de la variante melánica de la polilla moteada se volvió una parte muy conocida de su esfuerzo por demostrar que los modelos matemáticos que combinan la selección natural con la genética mendeliana podrían explicar la evolución — un esfuerzo que jugó un papel clave en la fundación de la disciplina de genética de poblaciones y los inicios de la síntesis evolutiva moderna.
En las polillas moteadas el alelo para la forma oscura es dominante mientras que el alelo para las claras es recesivo de tal forma que las polillas typica tienen un fenotipo que solo se puede ver en los homocigotos y nunca en los heterocigotos. Esto ayuda a explicar la dramática rapidez con que la población cambió al ser seleccionada para la coloración oscura.
La polilla moteada, Biston betularia, es también un modelo de evolución paralela en la incidencia del melanismo en la forma inglesa (f. carbonaria) y la forma norteamericana (f. swettaria) al ser indistinguibles en apariencia. Un análisis genético indica que el fenotipo de ambas especies es heredado como autosómico dominante. Hibridaciones cruzadas indican que los fenotipos son producidos por isoalelos en un solo locus.

## Hipótesis alternativa
Fueron propuestas varias hipótesis alternativas a la selección natural como motor de la evolución durante las décadas de los veinte y treinta. También fueron consideradas como fuerza de la evolución las mutaciones aleatorias, la migración o la deriva genética. Sin embargo, la magnitud de los cambios observados solo puede ser explicada por la selección natural. Se puede ver, a partir de la genética de poblaciones, que un cambio no diferencial no causará la evolución. Si la frecuencia alélica es denotada por los términos algebraicos p y q, y (por ejemplo) p = 0.6 y q = 0.4, entonces una reducción no diferencial en el tamaño de la población, por decir, de 2000 a 100 individuos, producirían los valores, aproximadamente, de p = 0.6 y q = 0.4. 
P. A. Riley propuso un factor selectivo adicional donde la quelación por melanina puede proteger a la polilla moteada en contra de los efectos tóxicos de los metales pesados asociados con la industrialización. Esta ventaja selectiva complementaría el principal mecanismo de selección de la depredación selectiva de las aves.

### Inducción del fenotipo
John William Heslop-Harrison (1920) rechazó la hipótesis de Tutt de depredación diferente de aves basándose en que no creía que las aves comieran polillas. En cambio, defendió la idea de que los contaminantes podrían causar cambios en el soma y en el plasma germinal del organismo. El origen de esta hipótesis probablemente tiene sus raíces en la década de 1890 cuando fue propuesta como una forma de lamarckismo. Es importante notar el contexto histórico.
Hasebroek (1925) fue el primero en intentar demostrar esta hipótesis. Sostuvo que la contaminación del aire alteraba la fisiología de los lepidópteros, produciendo así un exceso de pigmento negro. Expuso la pupa de Lepidoptera a varias dosis de gases contaminantes, a saber, sulfuro de hidrógen (H2S), amoníaco (NH3) y "pyredin" (posiblemente su forma de escribir piridina). Utilizó ocho especies en sus estudios, cuatro de las cuales eran especies de mariposas que no exhibían melanismo. Ford (1964) sostuvo que las ilustraciones de Hasebroek mostraban formas anormales que parecían que no eran melánicas y que Hasebroek no pudo estudiar su genética.
Heslop Harrison (Harrison y Garrett 1926; Harrison 1928) sugirió que el aumento de polillas oscuras en regiones industrializadas se debía a la "presión de mutación", no a la selección natural por depredación que consideraba despreciable. Las sales de plomo y manganeso estaban presentes en las partículas contaminantes del aire y sugirió que estas causaron la mutación de los genes para la producción de melanina pero no la de otros genes. Utilizó Selenia bilunaria y Tephrosia bistortata como ejemplares de estudio. Las larvas fueron alimentadas con hojas que habían incorporado estas sales y la melanina apareció posteriormente.
Experimentos similares de Hughes McKenney (1932) y Thomasen y Lemche (1933) no lograron replicar estos resultados. Sin embargo, el estadista y genetista Ronald Fisher demostró que los controles de Heslop Harrison eran inadecuados. Esta hipótesis, sin embargo, parecía ser falsificada por los experimentos de cría. La investigación sobre la bioquímica del melanismo continúa.

## El experimento de Kettlewell
Los primeros experimentos importantes sobre la polilla moteada fueron realizados por Bernard Kettlewell en la Universidad de Oxford bajo la supervisión de E. B. Ford, quien le ayudó a conseguir un permiso de la Fundación Nuffield para llevar a cabo los experimentos. En 1953, Kettlewell comenzó un experimento preliminar en el cual las polillas fueron liberada a un aviario grande (18 x 6 m) donde se alimentaba a caboneros comunes (Parus major). Su experimento principal, en Cadbury Nature Reserve en Birmingham, Inglaterra, incluyó el marcaje, liberación y recaptura de las polilas. Encontró que los bosques contaminados la polilla typica  era la presa preferida. Así, demostró que el fenotipo melánico era importante para la supervivencia de la polilla moteada en un hábitat como ese. Kettlewell repitió el experimento en 1955 en un bosque no contaminado en Dorset y otra vez en un bosque contaminado en Birmingham. Lo acompañó Nico Tinbergen y realizaron una película juntos. En 1956 repitió los experimentos y obtuvo resultados similares; en Birmingham las aves consumieron la mayoría de las polillas blancas (75%), mientras que en Dorset las polillas oscuras fueron las cazadas (86%).

### Críticas
Theodore David Sargent, profesor de zoología en la Universidad de Massachusetts en Amherst, publicó una crítica del trabajo de Kettlewell. Basándose en sus experimentos realizados entre 1965 y 1969 concluyó que no era posible reproducir los resultados de Kettlewell, y dijo que los pájaros no mostraban preferencia de una polilla en troncos ni oscuros ni claros. Sugirió que Kettlewell había entrenado a los pájaros a elegir las polillas sobre los árboles para conseguir los resultados deseados.
El libro de Michael Majerus de 1998 Melanism: Evolution in Action es una adaptación de The Evolution of Melanism de Kettlewell en donde discute las críticas de los métodos exerimentales originales de Kettlewell. Cuando el biólogo Jerry Coyne revisó el libro en Nature, dijo que el problema más grave era que solamente dos polillas habían sido encontradas en los árboles. También escribió que las polillas claras se habían incrementado en número antes de que los líquenes reaparecieran y que los resultados del Kettlewell acerca de las polillas escogiendo fondos sin contrastes no habían sido replicados en experimentos posteriores. Coyne comparó su reacción con "la consternación sobre su descubrimiento, a los seis años, que era su padre y no Santa quien trajo los regalos en Nochebuena". Concluyó que "por el momento se debe descartar el ejemplo de Biston como selección natural en acción, aunque claramente es un caso de evolución. Hay muchos más estudios más apropiados para usarse en las clases" y que eran necesarios más estudios de los hábitats de los animales.
Al contrario de esta revisión, Majerus recalcó que los resultados generales del trabajo eran correctos y que la depredación selectiva de aves en medios ambientes contaminados "es la influencia primaria de la evolución del melanismo en la polilla moteada". La declaración de Coyne sobre que solo habían sido encontradas dos polillas sobre los árboles era incorrecta ya que el libro muestra las posiciones de descanso de cuarenta y siete polillas moteadas que Majerus había encontrado en la naturaleza entre 1964 y 1996; doce eran en troncos (seis expuestos, seis no expuestos), veinte sobre la intersección entre el tronco y las ramas y quince descansando en las ramas. Majerus encontró que la revisión no reflejaba en contenido de hechos del libro o sus puntos de vista, y citó una evaluación del entomólogo Donald Frack que decía que no había similitud entre el libro y la revisión de Coyne, la cual parecía ser un resumen de la publicación de Sargent et al. en vez del libro de Majerus.
La revisión fue subsecuentemente retomada por el periodista Robert Matthews, quien escribió un artículo para The Sunday Telegraph, el 14 de marzo de 1999, afirmando que "el aumento y la disminución de la polilla moteada se basa en una serie de errores científicos. Los experimentos utilizando las polillas de la década de los cincuenta y demás que se creían que demostraban la verdad de la selección natural ahora se creen que son inútiles habiendo sido diseñados para conseguir la respuesta 'correcta'". Majerus consideró esta respuesta sorprendente y una que no sería compartida por aquellos relacionados al área. Señaló varias inexactitudes científicas, citas erróneas y desfiguraciones en el artículo pero creía que esto era común en informes de prensa. Declaró que había hablado con Matthews durante más de media hora y que tuvo que explicar varios detalles ya que Matthews no había leído el libro pero "Aun así, casi todo está mal".

#### Of Moths and Men
El libro Of Moths and Men (de polillas y hombres) de 2002, escrito por la periodista Judith Hooper, dice que los experimentos de Kettlewell parecían ser "el golpe de la selección natural", pero argumentó que la causa por la cual la forma oscura había aparecido seguía siendo un "misterio irreducible". Aunque no es creacionista, Hooper defendía que la polilla moteada no representaba la evolución.  Ella afirmó que las notas de campo de Kettlewell no podían ser encontradas y sugirió que su experimento fue fraudulento, sobre la base de las críticas de Sargent alegando que las fotografías de las polillas fueron tomadas de polillas muertas colocadas en un tronco. Decía que E. B. Ford era un "fanático darwinista", y afirmaba que él había utilizado la ingenuidad de Kettlewell para obtener los resultados experimentales esperados. Después, ella declaró que los científicos en general mostraban una aprobación de la evolución "crédula y sesgada". La recepción del libro llevó a las demandas que la historia de la evolución de la polilla moteada debe ser suprimida de libros de texto.
Los científicos han examindo las alegaciones de Hooper y encontraron que no tenía mérito. Majerus describió el libro como "lleno de errores, desfiguraciones, malentendidos y falsedades". David W. Rudge, después de análisis críticos de los trabajos de Kettlewell, declaró que "ninguno de los argumentos de Hooper se resiste a un cuidadoso escrutinio" y que todas "estas acusaciones no tienen base y surgen de un malentendido fundamental de la ciencia de la naturaleza como un proceso". Concluyó que "Hooper no proporciona un fragmento de evidencia para apoyar esta acusación seria”.

#### Controversia religiosa

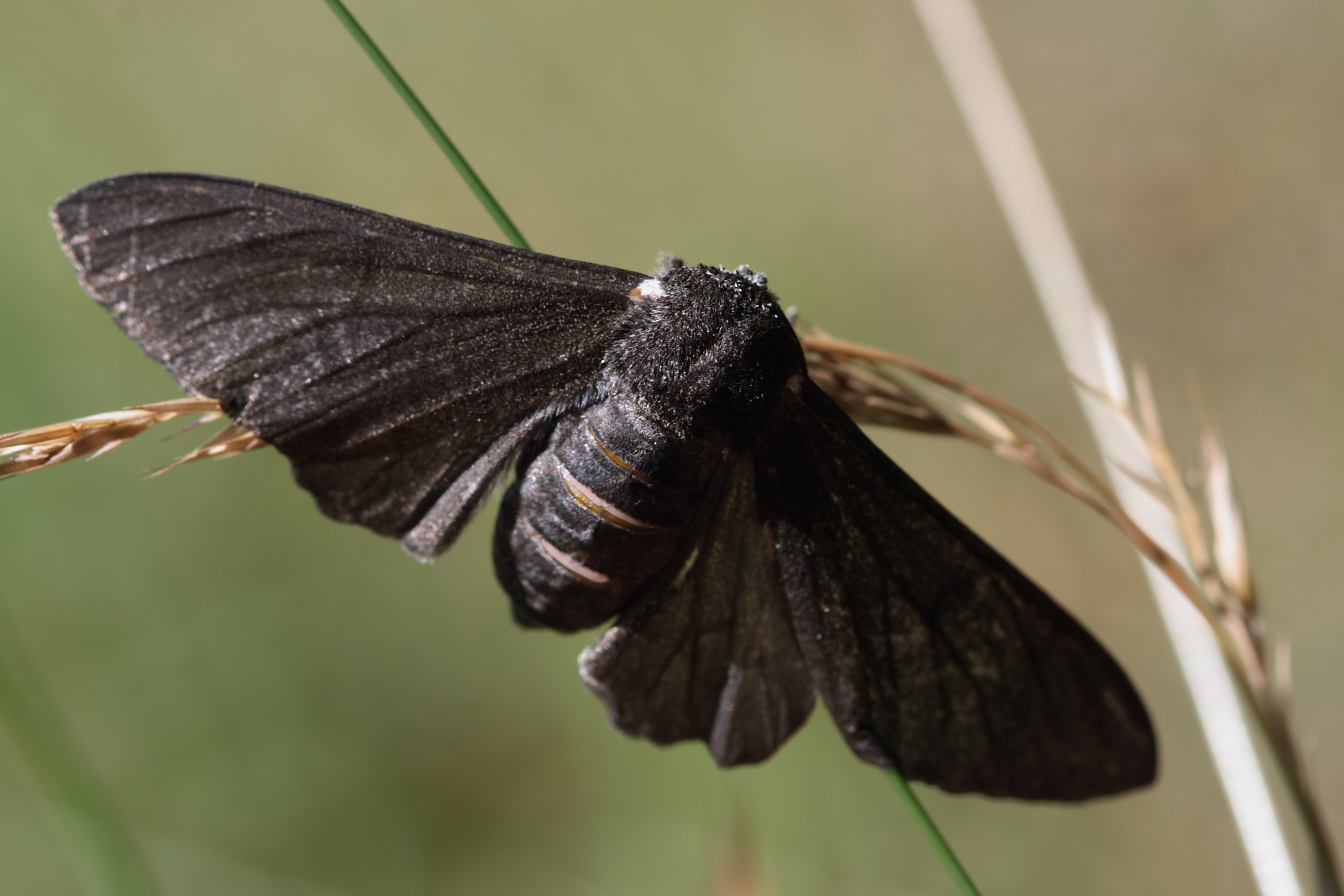
Los creacionistas han cuestionado el caso o significado de la forma carbonaria aumentando en frecuencia.

Cuando surgieron serias críticas y controversias, la historia fue recogida por los creacionistas. La revisión de Coyne fue retomada por el creacionista de diseño inteligente, Phillip E. Johnson, y en un seminario presentaron la estrategia de la cuña el 13 de marzo de 1999 diciendo que las polillas "no descansan en troncos", "las polillas tenían que haber sido pegadas a los troncos" para las fotografías y que los experimentos eran "fraudes" y una "estafa". Esto llevó a que Frack hiciera un intercambio con el defensor del diseño inteligente Jonathan Wells, quien concedía que las seis polillas (de 47) que Majerus había mostrado sobre árboles, pero argumentaba que esta era "una proporción insignificante". Wells escribió un ensayo acerca de esto, una versión acortada apareció en la revista The Scientist el 24 de mayo de 1999, afirmando que "en 25 años de trabajo en el campo, C. A. Clarke y sus colegas encontraron solo una polilla moteada sobre un árbol", y concluyendo que "el hecho de que las polillas no descansaban sobre árboles invalida los experimentos de Kettlewell".
En el año 2000 Wells escribió Icons of Evolution, en donde afirmaba, "Lo que los libros de texto no explican es que los biólogos saben desde 1980 que la historia clásica tiene varios serios fallos. El más grave es que las polillas moteadas en la naturaleza ni siquiera descansan sobre árboles. Las fotografías de los libros, al parecer, han sido escenificadas." Los argumentos fueron rechazados por Majerus, Cook y Bruce Grant quienes describen a Wells como alguien que distorsiona la imagen para omitir selectivamente o mezclar referencias de manera deshonesta. La fotografía profesional usa insectos muertos para ilustrar los libros por la gran dificultad de obtener buenas imágenes de ambas formas en la misma imagen. Los estudios científicos, en realidad, consisten de información por observación en vez de usar dichas fotografías. Las fotografías en el libro de Majerus Melanism: Evolution in Action son fotografías no escenificadas de polillas vivas en la naturaleza, y las imágenes de las polillas en árboles, además de pequeños desenfoques, son poco diferentes a las fotografías "escenificadas". Mientras que un experimento sí consistía en pegar polillas muertas a árboles, esta práctica era solo una de las muchas formas de estudiar diferentes elementos individuales de la hipótesis general. Este experimento en particular no buscaba reproducir las condiciones naturales exactas sino utilizarse para medir cómo la cantidad de polillas disponibles (su densidad) afectaba las prácticas de alimentación de las aves.
El 27 de noviembre de 2000, el consejo escolar del Condado de Pratt en Kansas continuó luchando a favor de enseñar el diseño inteligente al requerir el uso de otras fuentes alternativas como Of Pandas and People diseñado por Wells y otros escolares (en este libro Wells acusa los experimentos de Kettlewell como "fraudes" y "montados"). Coyne y Grant le escribieron una carta a la Tribuna de Pratt (un periódico) donde defendían los experimentos de la polilla y revelaban los malentendidos de Wells.

## El experimento de Majerus
En el año 2000 Majerus desarrolló planes para experimentos con el fin de resolver varias críticas válidas hechas al experimento de Kettlewell. Durante su experimento en Cambridge, que duró seis años del 2001 al 2007, observó las posiciones de descanso naturales de las polillas moteadas. De las 135 polillas examinadas más de la mitad estaban en las ramas, la mayoría en la parte baja de la rama, el 37% estaba sobre el tronco, por lo general del lado Norte, y solo el 12.6% descansaban sobre o debajo de pequeñas ramas. Tras mantener correspondencia con Hooper añadió un experimento para saber si los murciélagos, en vez de las aves, podían ser los depredadores principales. Observó que varias especies de aves cazaban polillas y que la depredación selectiva de las aves era un factor importante responsable de la disminución de la frecuencia carbonaria en relación con la de typica. Describió sus resultados como una reivindicación completa de las teorías de la selección natural de la evolución de la polilla moteada y dijo que "Si el aumento y disminución de la polilla moteada es uno de los ejemplos más impactantes visualmente y fáciles de entender de la evolución darwiniana en acción, debería ser enseñado. Después de todo, es una demostración del proceso de evolución".
Majerus murió antes de que pudiera completar la redacción de sus experimentos, por lo que el trabajo fue llevado a cabo por Cook, Grant, Saccheri y Mallet, para ser publicado en 8 de febrero de 2012 bajo el título de "Selective bird predation on the peppered moth: the last experiment of Michael Majerus" (en español, "Depredación selectiva de aves sobre la polilla moteada: el último experimento de Michael Majerus"). El experimento se volvió el más grande en el estudio del melanismo industrial, involucrando 4864 individuos en una investigación de seis años, y confirmó que el melanismo de las polillas es un ejemplo auténtico de selección natural que involucra el camuflaje y la depredación. Su conclusión final dice: "Esta información provee la evidencia más directa hasta ahora que e implica el camuflaje y la depredación de aves como las explicaciones primordiales del aumento y disminución del melanismo en las polillas".
Coyne respondió diciendo, "A pesar de la actitud defensiva de los evolucionistas británicos, yo creo que mis críticas tenían algo de peso, porque el biólogo de Cambridge Michael Majerus decidió repetir los experimentos de Kettlewell, pero haciéndolos correctamente esta vez". Citó la conclusión de Cook et al.: "Esta nueva información contesta las críticas de trabajos anteriores y valida la metodología empleada en experimentos previos sobre depredación y que utilizaban los árboles como sitios de descanso. La nueva información, acompañada del peso de información previa, muestra convincentemente que el 'melanismo industrial en la polilla moteada es uno de los ejemplos más claros y fáciles de entender sobre la evolución darwiniana en acción'". Coyne dijo que estaba "encantado de estar de acuerdo con esta conclusión que contesta mis críticas anteriores sobre la historia del Biston".